# Giovanni Poleni
Giovanni Poleni (Venetië, 23 augustus – Padua, 15 november 1761) was een Italiaans natuurkundige en wiskundige.

## Biografie
Giovanni Poleni was een zoon van markies Jacopo Poleni en hij studeerde klassieke talen, filosofie, theologie, wiskunde en natuurkunde aan de school van de Broeders van Somaschi in Venetië. Op 25-jarige leeftijd werd Poleni aangesteld tot hoogleraar astronomie aan de Universiteit van Padua. In 1715 verkreeg hij de leerstoel van natuurkunde en vier jaar later volgde hij Nicolaus II Bernouli op als hoogleraar in de wiskunde.
Poleni gold als een expert in de waterbouwkunde en daardoor werd hij door de Venetiaanse Senaat belast met de zorg voor de wateren in het laagland van Lombardije en moest hij overstromingen zien te voorkomen. Hij werd ook herhaaldelijk ingeschakeld om te beslissen over zaken tussen vorsten wier staten door waterwegen werden begrensd.
Nadat Poleni het nieuws hoorde over de rekenmachines die Isaac Newton en Blaise Pascal hadden gemaakt besloot hij om een eigen rekenmachine uit te vinden. In 1709 voltooide hij zijn rekenmachine en zijn machine was in de vorm van een grote klok en was gemaakt van hout en ijzer. Hij vernietigde zijn klok toen hij hoorde dat Anton Braun 10.000 gulden had gekregen voor zijn eigen rekenmachine, die hij had opgedragen aan Keizer Karel VI. Poleni beschreef de werking van zijn machine wel in zijn Miscellanea.
Poleni's observaties over vallende gewichten (gelijkend aan het onderzoek van Willem Jacob 's Gravesande) leidde tot een controverse tussen hem met Samuel Clarke en andere Newtonianen. Dit leidde tot het zogenaamde "vis viva dispuut" in de wetenschapsgeschiedenis.
Door zijn kennis van architectuur werd Poleni door Paus Benedictus XIV gevraagd om de koepel van de Sint-Pietersbasiliek te onderzoeken. Als onderdeel van het structurele onderzoek van de koepel gebruikte hij een correct geladen ophangketting om de vorm van de kabelbaan te bepalen waarop hij de nodige restauratiewerkzaamheden aanraadde.
In 1710 werd Poleni Fellow of the Royal Society en in 1739 werd hij ook lid van de Académie des sciences en ook van de wetenschappelijke genootschappen in Berlijn en Sint-Petersburg.

## Geselecteerde bibliografie

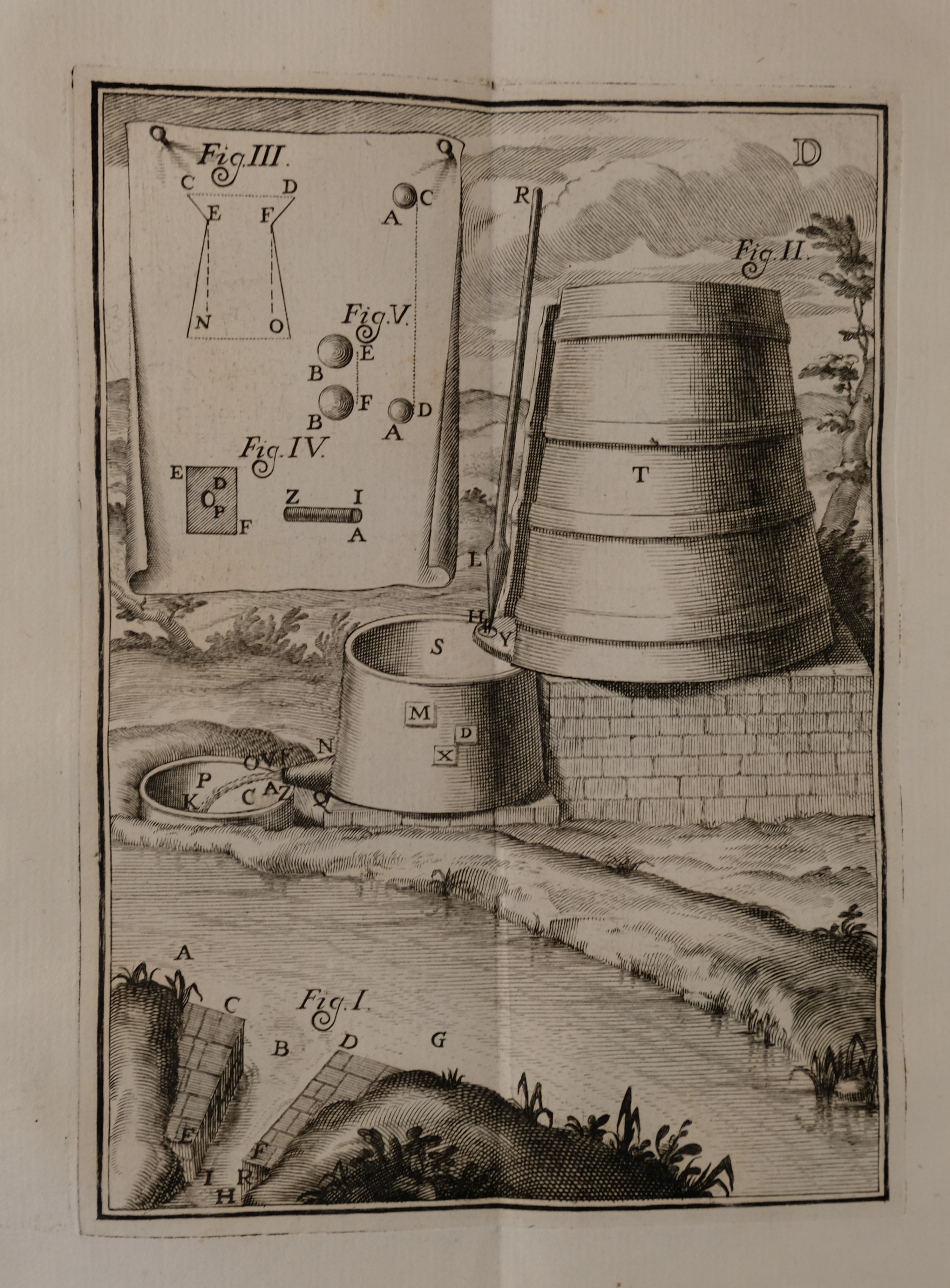
Afbeelding uit Poleni's werk De Castellis per quae derivantur fluviorum aquae habentibus latera convergentia liber

- De vorticibus coelestibus dialogus: qui accedit quadratura circuli Archimedis. Conzatti, Padua 1712.
- De physices in rebus mathematicis utilitate: praelectio. Conzetti, Padua 1716.
- Utriusque thesauri antiquitatum romanarum graecarumque nova supplementa. Pasquali, Venetië 1737.
- Exercitationes Vitruvianae primae, hoc est Ioannis Poleni Commentarius criticus de M. Vitruvii Pollionis Architecti X. Manfrè, Padua 1739.
- Institutionum philosophiae mechanicae specimen. Seminar, Padua 1741.
- Memorie istoriche della gran cupola del Tempio Vaticano. Padua 1748.
- Sexti Julii Frontini De aquae ductibus urbis Romae commentarius. Padua 1749.
- Del Teatro Olimpico Di Andrea Palladio In Vicenza. Seminar, Padua 1749.